# Phytoecia balcanica
Phytoecia balcanica là một loài bọ cánh cứng trong họ Cerambycidae.